# Line 6
Line 6（ラインシックス）は、アメリカ合衆国カリフォルニア州カラバサス市の音響機器・楽器製造会社。旧社名はFast Forward Designs。
主にプロユース向けのデジタルモデリングを中心としたエフェクターやスピーカー、ギター、オーディオインターフェイス、業務用オーディオ機器など製造する会社である。現在、ヤマハの子会社である。

## 概説
1985年にオーバーハイムのシニアエンジニアであったミシェル・ドゥワディークとピアニストのマーカス・ライルによってプロオーディオ機器を製造する前身のFast Forward Designsが設立される。1996年にAxSys212というモデリングギターアンプの販売を機にLine 6と名を改めた。AxSysはそれまでに存在した多種多様なアンプのサウンドを真似る（モデリング）することに成功した。その1年後、Line 6はPODを発売する。それまで各社から発売されてきた伝統的なアンプのサウンドを、たった一つの赤いボックスで手軽に再現できるようになった。1998年にはPro Tools用のTDMプラグインAmp Farmを発表。その後、PODはバージョンを重ね、POD xt、2007年にはPOD X3へと進化した。その間にも、ベース専用にチューニングされたBass POD、Bass POD xtを発売。また、フロアタイプのPOD xt Liveや、ラックマウントタイプのPOD pro、POD xt PROも開発した。
そのテクノロジーを生かし、フロアタイプのモデリングエフェクターも発売。各種ディレイをモデリングしたDL4などの大型タイプ、小型のTone coreシリーズを販売している。
また、2002年からアコースティックギターやギター、ベースなどのそのもののサウンドを再現したVariaxギターも投入し、高級ギターメーカーのジェームス・タイラーと共同開発の元、World Musical Instrumentsが製造し販売されている。また、純アメリカ製のUS Custom SeriesではWildwood Manufacturingが木材加工、パットウィルキンスが塗装、ジャクソンカスタムショップの元マスタービルダーのティム・ウィルソンとグレッグ・バーネットが組み込みを行うなどハイエンドギターとしても売り出している。
2011年からPro Toolsなどの開発元であるアビッド・テクノロジーの元副社長と元社長のポール・フェクラーとジョー・ベンティヴェーニャがそれぞれCEOとCOOに就任。2013年12月、Line 6はヤマハに買収され、系列会社となる。

## PODシリーズ

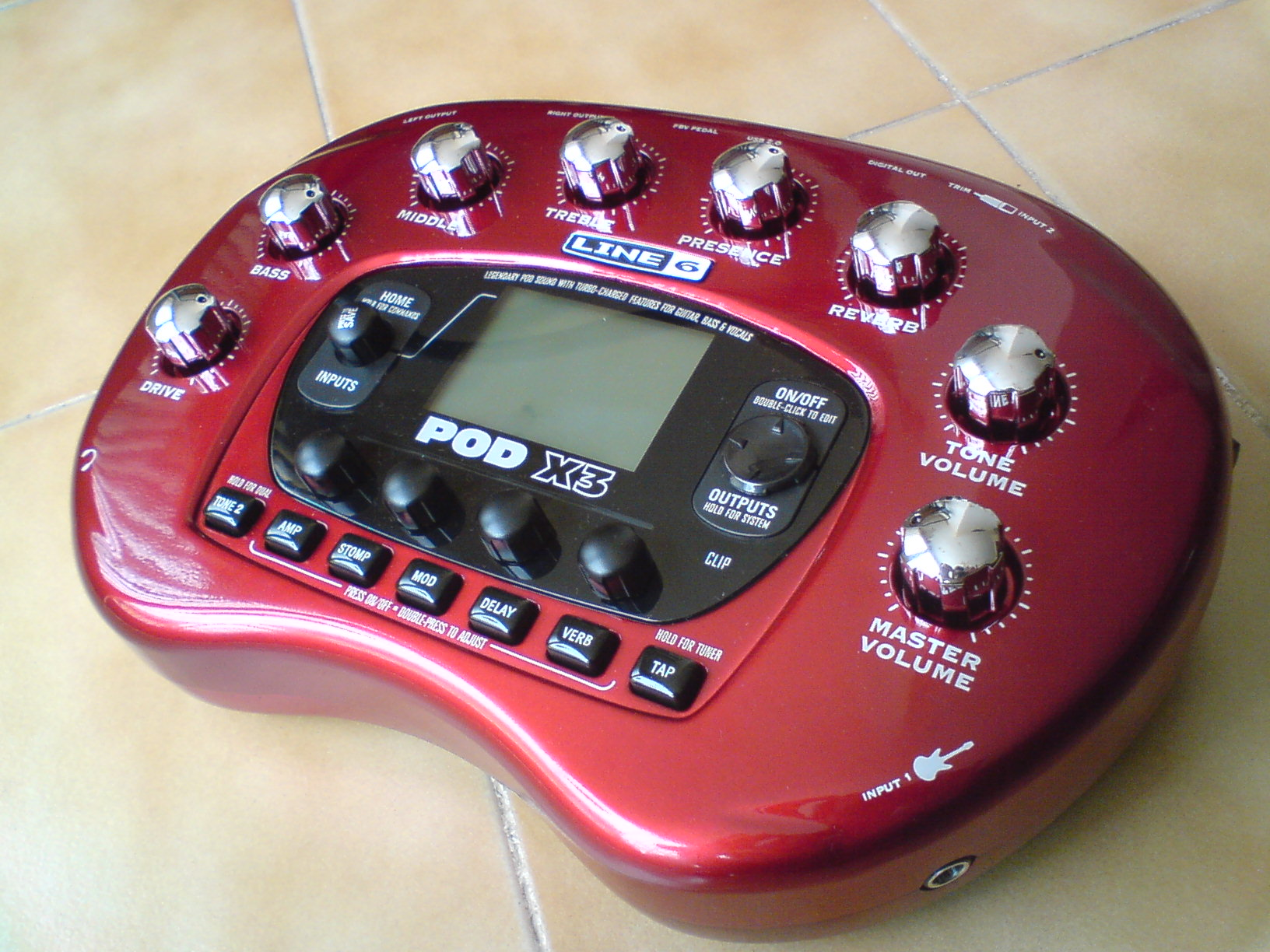
Pod X3

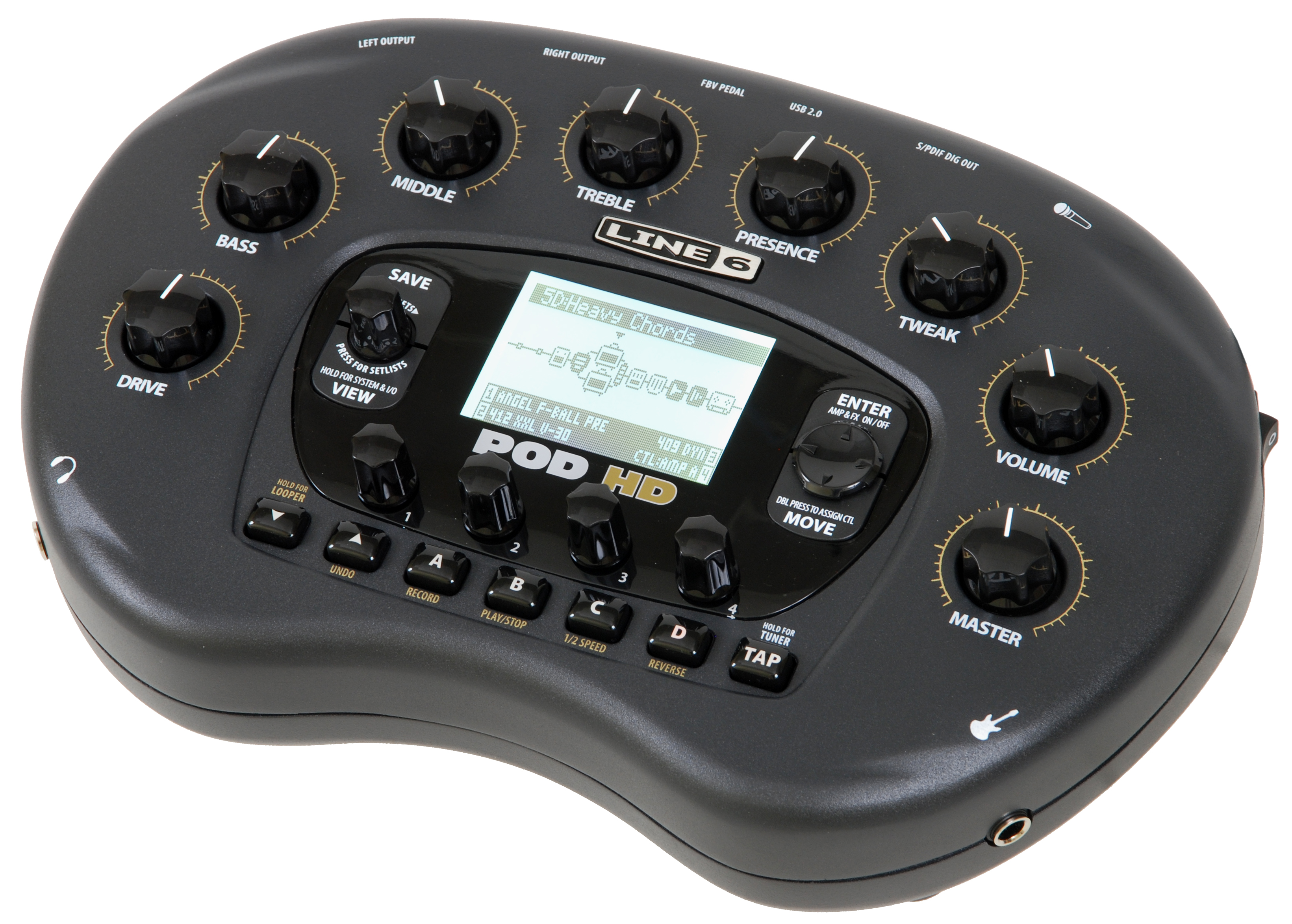
Pod HD

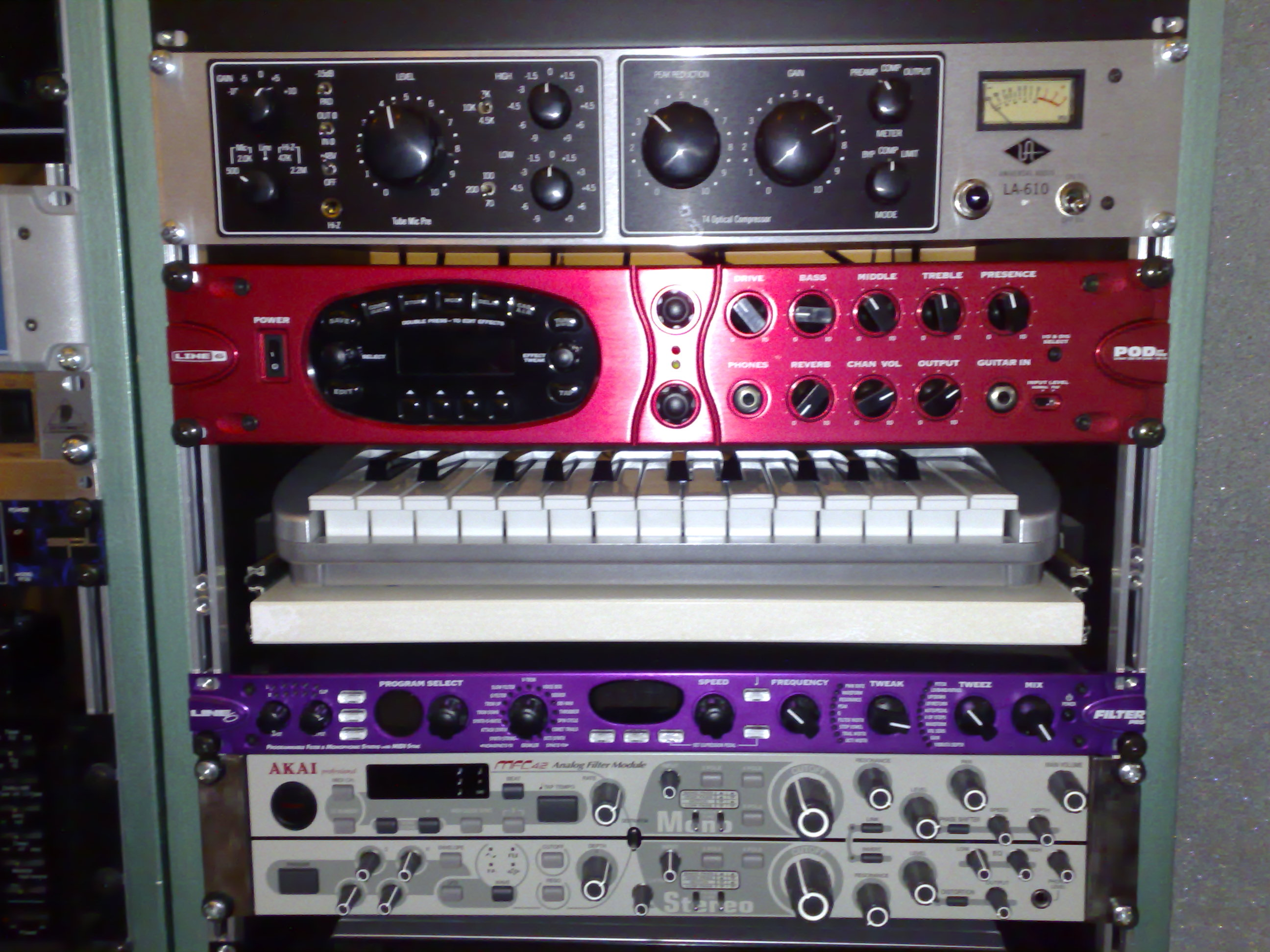
ラック型タイプ

現在、ウエストレイク・レコーディング・スタジオやソニー・ミュージックスタジオなど大手レコーディングスタジオで採用されているアンプシミュレーター。

### POD(初代)
| 製品名   | 発表年 | 形状           | 概要                        |
| -------- | ------ | -------------- | --------------------------- |
| Pod      | 1998年 | デスクトップ型 | 初代Pod。                   |
| Pod 2.0  | 2000年 | デスクトップ型 | マイナーチェンジされたPod。 |
| Bass Pod | 2000年 | デスクトップ型 | ベース用に作られたPod。     |

### POD XT(第2世代)
PCと接続し、オンラインショップからアンプモデルやエフェクターの追加購入できる機能を搭載した。
| 製品名      | 発表年     | 形状           | 概要                                                                                         |
| ----------- | ---------- | -------------- | -------------------------------------------------------------------------------------------- |
| Pod XT      | 2002年10月 | デスクトップ型 |                                                                                              |
| Bass Pod XT | 2003年     | デスクトップ型 |                                                                                              |
| Pod XT Pro  | 2003年     | ラック型       | ラック型Pod XT。デジタルI/O等の追加。機能の変更は特にない。                                  |
| Pod XT Live | 2004年9月  | フロアボード   | POD xtのフロアエフェクタータイプ。POD xtでは有料だった追加エフェクターが標準で含まれている。 |
| Floor       | 2006年9月  | フロアボード   | 廉価版のフロアタイプ。                                                                       |
| Floor Plus  | 2007年3月  | フロアボード   | 改良型Floor。                                                                                |

### POD X3(第3世代)
今までのモデリングを元に改良し、ベースアンプも全て一つに統合された。
また、オーディオインターフェイス機能やマイク用インプットが搭載された。
| 製品名             | 発表年        | 形状           | 概要                                                     |
| ------------------ | ------------- | -------------- | -------------------------------------------------------- |
| Pod X3             | 2007年9月     | デスクトップ型 |                                                          |
| Pod X3 Live        | 2007年9月     | フロアボード   |                                                          |
| Pocket Pod         | 2007年        | デスクトップ型 | 携帯用の小型Pod。                                        |
| Pocket Pod Express | 2007年        | デスクトップ型 | 廉価版のPocket Pod                                       |
| Pod X3 Pro         | 2008年        | ラック型       | ラックタイプ。                                           |
| POD Farm 2         | 2010年3月29日 | ソフトウェア   | X3までのモデリングが全て収録されたプラグインエフェクト。 |

### POD HD(第4世代)
X3以前に作られたモデリングを全て一新したシリーズ。2つのアンプをミックスすることが出来るデュアルトーンが導入された。
| 製品名      | 発表年        | 形状           | バランス接続 | コアキシャル端子 | 概要 |
| ----------- | ------------- | -------------- | ------------ | ---------------- | --- |
| Pod HD 500  | 2010年10月8日 | フロアボード   | 1in/2out     | 0in/1out         | |
| Pod HD 400  | 2010年10月8日 | フロアボード   | 無し         | 無し             | 廉価版のPod HD 500。 |
| Pod HD 300  | 2010年10月8日 | フロアボード   | 無し         | 無し             | エントリーユーザー向けに開発されたPod HD 400の小型版。                                                                   |
| Pod HD      | 2011年5月20日 | デスクトップ型 | 1in/0out     | 0in/1out         | 初代からの豆型タイプ。                                                                                                   |
| Pod HD Pro  | 2011年9月12日 | ラック型       | 1in/2out     | 1in/1out         | フラグシップモデル。 |
| Pod HD ProX | 2013年1月29日 | ラック型       | 1in/2out     | 1in/1out         | HD Proのマイナーチェンジ。DSPがより最新のものに交換された。デュアルトーン使用時もエフェクトを8個同時使用が可能となった。 |
| Pod HD 500X | 2013年1月29日 | ラック型       | 1in/2out     | 0in/1out         | Pod HDX Proのフロアタイプ。                                                                                              |

## 主な製品群

### Variaxシリーズ
- Variax 300
- Variax 500
- Variax 600
- Variax 700 (Hardtail,Tremolo)
- Variax Bass 700
- Variax Bass 705
- Variax Acoustic
- Variax Acoustic 300 (Nylon,Steel)
- James Tyler Variax JTV-59
- James Tyler Variax JTV-69
- James Tyler Variax JTV-89

### アンプ
- Flextoneシリーズ

第一世代PODと同様の機能を持っている。
- LowDownシリーズ
- Spiderシリーズ
- Vetta II

基本的にはギター用 POD xtとほぼ同等の機能を持つが、追加用アンプモデルの標準装備、STOMPの同時使用数が3、2系統のアンプモデルを同時使用可能、PODには無いピッチシフター（STOMPのものとは別）、ダブルトラッカーというダブリングエフェクターが搭載される等など、Line 6のフラグシップアンプの名に恥じないハイスペックなものとなっている。
- DTシリーズ
- Amplifiシリーズ

「ギターアンプの再発明」をコンセプトとして、2014年からラインナップが開始されている。特徴としてはiOS機器とBluetooth接続することでアンプシミュレートの設定を行えたり、iOS機器上にある音楽ファイルを鳴らしながらの演奏が可能であること。またセッティングデータはクラウド上に保存され、シェアすることによりユーザー間で参照することも可能。現在コンボアンプタイプのAmplifi75/150、フロアペダルタイプのAmplifiFX100がラインナップされている。

### エフェクター
- DL4（ディレイ）
- DM4（ファズ、ディストーション、オーバードライブ）
- MM4（フィルター、シンセサイザー）
- FM4（モジュレーション）
- Tonecoreシリーズ
- Mシリーズ
- Amplifiシリーズ
- Firehawk